# Суперавіаносець

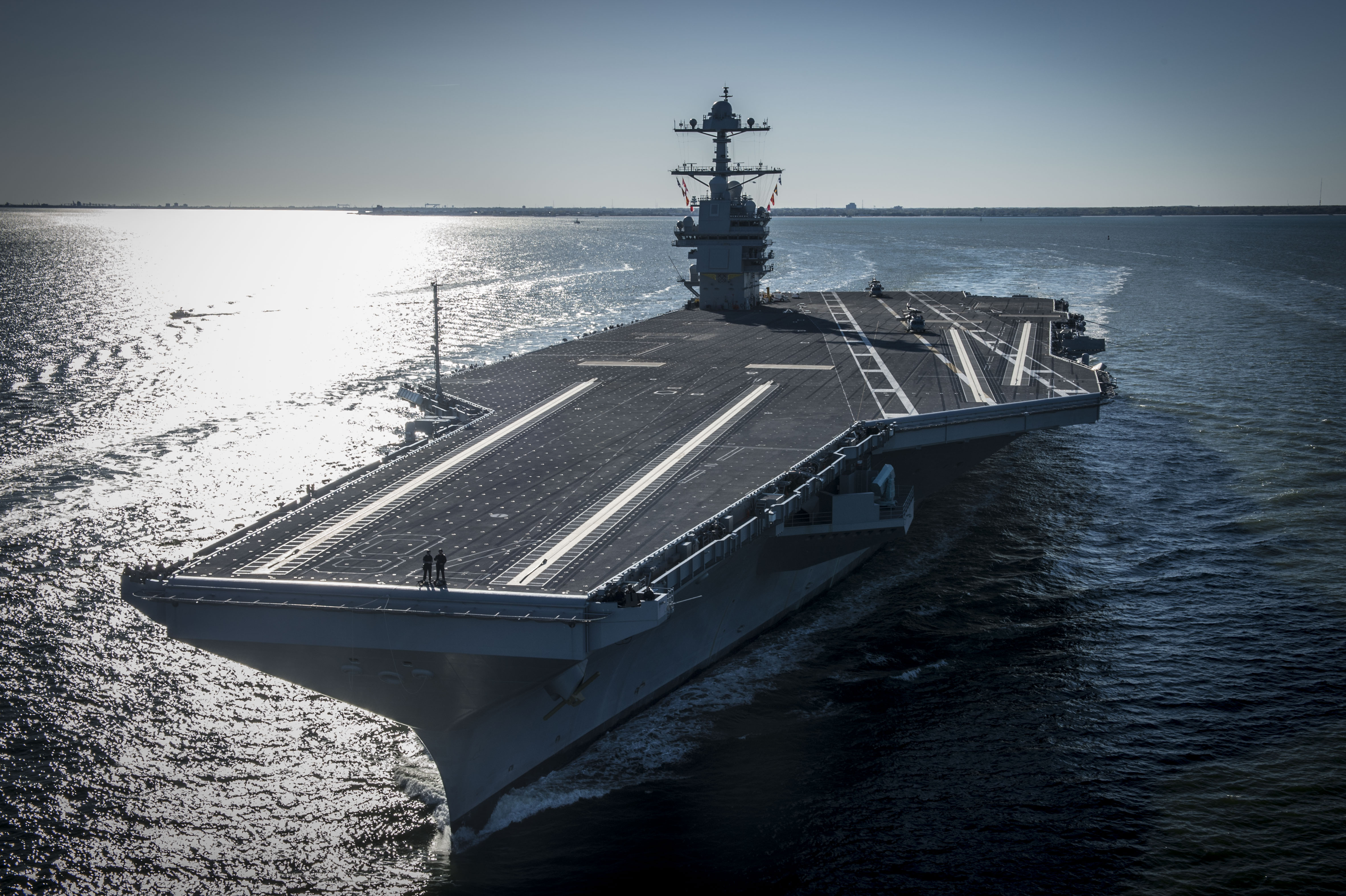
USS Gerald R. Ford

Суперавіаносець (англ. supercarrier) — неформальна назва, яку переважно використовують засоби масової інформації для опису нових чи планованих авіаносців великих розмірів, а також при порівнянні можливостей різних типів авіаносців. Вперше був використаний у газеті The New York Times в 1938 році у статті, яка описувала новий британський авіаносець HMS Ark Royal, що мав довжину 209 метрів, водотоннажність 22 000 тонн, на якому мали розміститися 72 літаки. Відтоді авіаносці продовжували зростати у розмірах.
Суперавіаносці, які суттєво перевищують авіаносці інших флотів як за розміром, так і бойовим потенціалом, перебувають у складі ВМС США — типів «Німітц» та «Джеральд Форд».